# 新屋敷町 (鹿児島市)
新屋敷町（しんやしきちょう）は、鹿児島県鹿児島市の町。旧薩摩国鹿児島郡鹿児島城下新屋敷通町、鹿児島市新屋敷通町。郵便番号は892-0838。人口は3,569人、世帯数は2,439世帯（2020年4月1日現在）。新屋敷町の全域で住居表示を実施している。

## 地理
鹿児島市の中央部、甲突川下流域の左岸に位置する。町域の北方には樋之口町、加治屋町、南方には下荒田、南方から西方にかけては高麗町、東方には甲突町、南林寺町にそれぞれ接している。
町域の西部には鹿児島県道20号鹿児島加世田線及び鹿児島市電が通っており、町域内には新屋敷電停が所在している。北端にはナポリ通りが東西に通っており、中央部を東西に城南大通りが通っている。中央部には鹿児島県の筆頭警察署である鹿児島中央警察署が所在している。

### 河川
- 甲突川
- 清滝川

## 歴史

### 近世の新屋敷通町
町域内の船魂神社付近は江戸時代末期までは加子町と呼ばれており、薩摩藩水軍の基地が所在していた。明治になると水軍基地は下荒田に移転した。
明治時代初期より鹿児島府下のうちの新屋敷通町であった。1877年（明治10年）の戸籍簿によると、戸数542のうち士族362、平民180とあり、士族が多く所在していた。

### 市制施行以後
1888年（明治21年）に公布された市制（明治21年法律第1号）に基づき、1889年（明治22年）2月2日に官報に掲載された「 市制施行地」（内務省告示第1号）によって鹿児島が市制施行地に指定された。3月5日には鹿児島県令第26号によって鹿児島郡のうち50町村が市制による鹿児島市の区域と定められ、4月1日に市制が施行されたのに伴い、鹿児島郡50町村（山下町、平之馬場町、新照院通町、長田町、冷水通町、上竜尾町、下竜尾町、池之上町、鼓川町、稲荷馬場町、清水馬場町、春日小路町、車町、恵美須町、小川町、和泉屋町、浜町、向江町、栄町、柳町、易居町、中町、金生町、東千石馬場町、西千石馬場町、汐見町、泉町、築町、生産町、六日町、新町、松原通町、船津町、呉服町、大黒町、堀江町、住吉町、新屋敷通町、加治屋町、山之口馬場町、樋之口通町、薬師馬場町、鷹師馬場町、西田町、上之園通町、高麗町、下荒田町、荒田村、西田村、塩屋村）の区域より鹿児島市が成立した。それまでの新屋敷通町は鹿児島市の町「新屋敷通町」となった。1899年（明治32年）には新屋敷通町から通の文字が削除され「新屋敷町」に改称された。
1962年（昭和37年）に住居表示に関する法律が施行されたのに伴い、鹿児島市は鹿児島市街地域の住居表示に着手した。1963年（昭和38年）9月11日に城南地区で住居表示の実施に伴う町域の再編が実施され、塩屋町（現在の甲突町）及び樋之口町の各一部を新屋敷町に編入し、新屋敷町の一部を樋之口町に編入した。また同時に新屋敷町の全域で住居表示が行われた。

### 町域の変遷
| 変更後           | 変更年             | 変更前           |
| ---------------- | ------------------ | ---------------- |
| 新屋敷町（一部） | 1963年（昭和38年） | 塩屋町（一部）   |
| 新屋敷町（一部） | 1963年（昭和38年） | 樋之口町（一部） |
| 樋之口町（一部） | 1963年（昭和38年） | 新屋敷町（一部） |

## 人口
以下の表は国勢調査による小地域集計が開始された1995年以降の人口の推移である。
| 年                 | 人口  |
| ------------------ | ----- |
| 1995年（平成7年）  | 4,000 |
| 2000年（平成12年） | 3,965 |
| 2005年（平成17年） | 4,023 |
| 2010年（平成22年） | 3,622 |
| 2015年（平成27年） | 3,526 |

## 施設

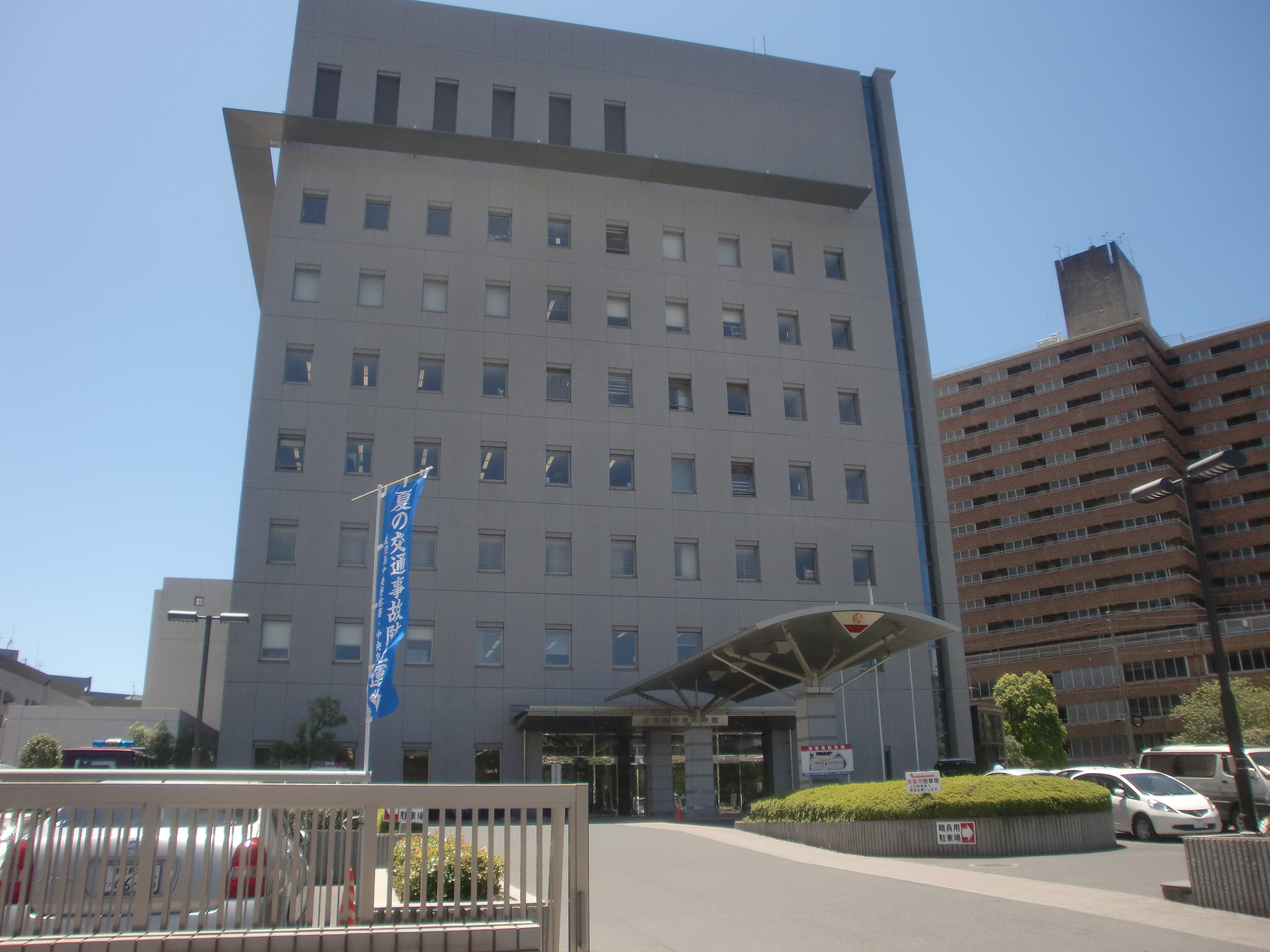
鹿児島中央警察署

### 公共
- 鹿児島県警察鹿児島中央警察署[17]
- 甲東福祉館[18]
- 新屋敷公園
- 塩釜公園
- 甲突川左岸緑地

### 教育
- 今村学園ライセンスアカデミー[19]
- アソカ幼稚園[20][21]
- 二葉園保育所[22]

### 寺社
- 船魂神社

### 企業
- 川商ハウス本社
- 西日本シロアリ本社

## 新屋敷町出身の著名な人物

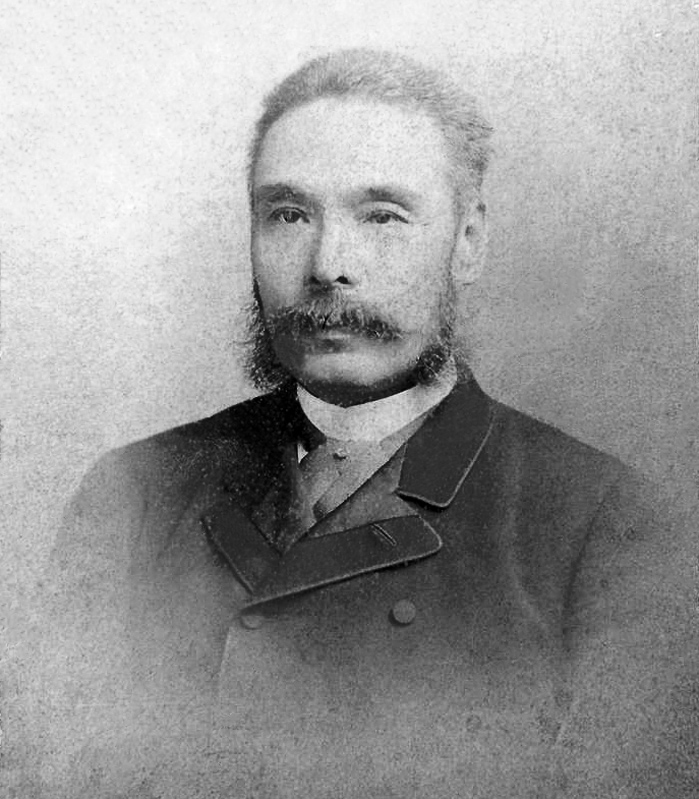
黒田清隆（第2代内閣総理大臣）

- 黒田清隆（第2代内閣総理大臣、第2次伊藤内閣内閣総理大臣臨時兼任、陸軍中将）
- 時任為基（元宮崎県・高知県・静岡県・愛知県・大阪府・宮城県知事、貴族院議員）
- 湯地定基（薩摩藩士、根室県令、元老院議官、貴族院議員）
- 安藤照（彫刻家、鹿児島市城山町にある西郷隆盛像の作者）
- 三原重雄（陸軍少将）
- 高田雅夫（舞踊家）

## 小・中学校の学区
市立小・中学校の学区（校区）は以下の通りである。
| 町丁     | 番・番地 | 小学校               | 中学校               |
| -------- | -------- | -------------------- | -------------------- |
| 新屋敷町 | 25-28    | 鹿児島市立松原小学校 | 鹿児島市立甲東中学校 |
| 新屋敷町 | その他   | 鹿児島市立城南小学校 | 鹿児島市立甲東中学校 |

## 交通

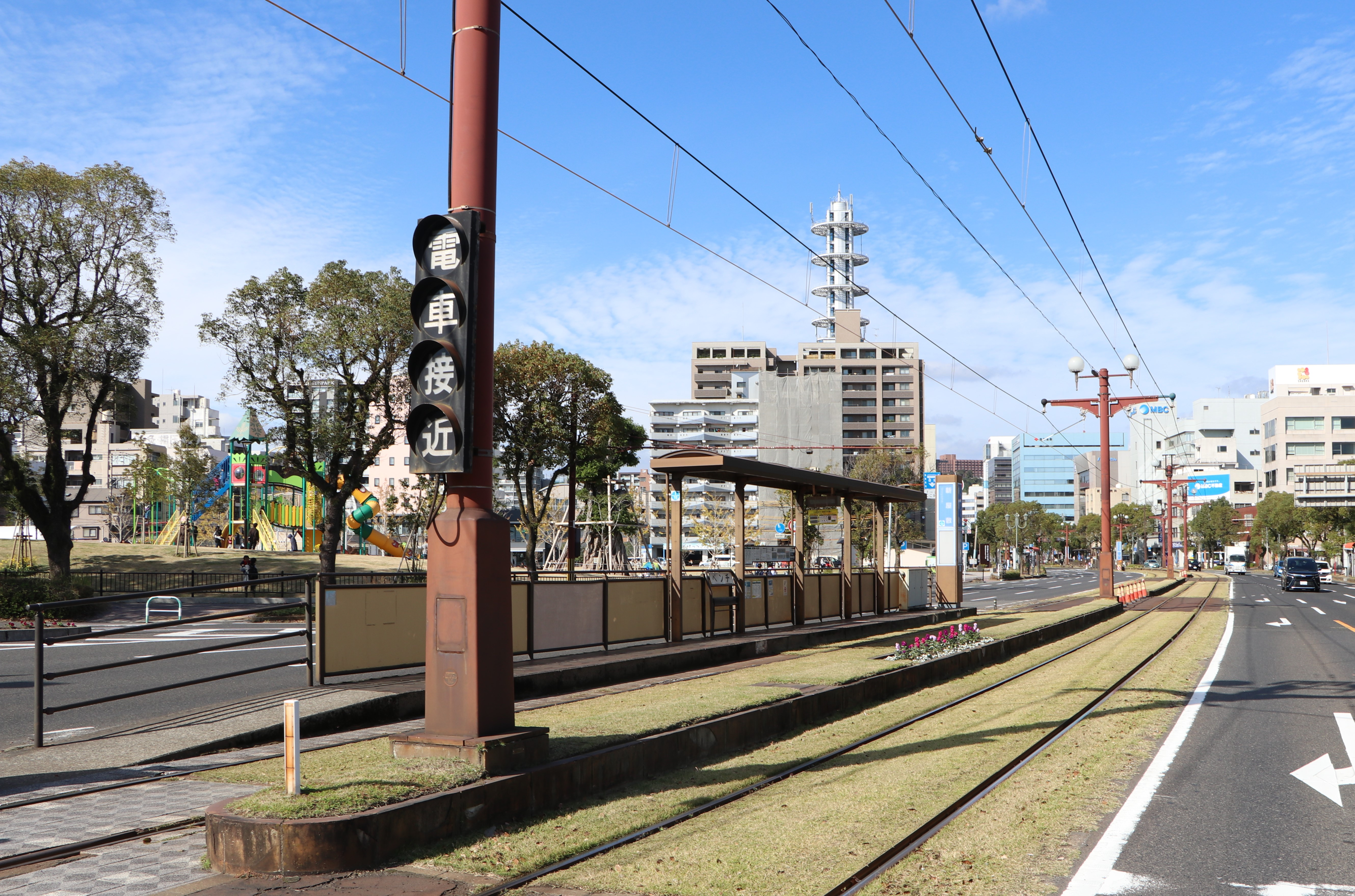
新屋敷電停

### 道路
主要地方道
- 鹿児島県道20号鹿児島加世田線

### 鉄道
鹿児島市交通局
- 新屋敷電停